# Росс Гаррісон
Росс Гренвілл Гаррісон (13 січня 1870, Філадельфія, США) — американський біолог, ембріолог, один з піонерів культивування клітин поза організмом тварин.

## Біографія
Росс Гаррісон народився 13 січня 1870 року в районі Джермантаун у Філадельфії в родині інженера Семуела Гаррісона. Мати Росса померла в його дитинстві. Спочатку він навчався в школі місіс Гед (англ. Mrs. Head's School), де для учнів організовували екскурсії у дику природу. Пізніше родина переїхала до Балтимора, де він навчався у 6-й школі грамоти, а потім у Балтиморському міському коледжі. 1886 року він вступив до Університету Джонса Гопкінса. Зустріч з Ньюеллом Мартіном спрямувала його інтерес до зоології. Його першим науковим керівником був Вілліам Кіт Брукс, а однокурсниками — Томас Гант Морган та Едвін Конклін. 1892 року Гаррісон працював у Бонні з Моріцем Нуссбаумом.
Гаррісон захистив докторську дисертацію 1894 року. Потім він упродовж року був лектором з морфології в Коледжі Брін Мар, знову працював у Бонні. 1896 року він поступив до лабораторії Франкліна Молла. Після двох коротких відряджень до Боннського університету Гаррісон захистив там дисертацію доктора медицини 1899 року. Тоді ж його було призначено асоційованим професором анатомії в Університеті Джонса Гопкінса.
За наступні 8 років він окрім викладання та редагування нового журналу експериментальної зоології зміг уперше в світі виростити культуру клітин.

## Родина
Під час першого відрядження до Бонну в 1892 році Гаррісон познайомився з Ідою Ланге. Вони одружилися 1896 року в Альтоні та переїхали до США. У них народилися троє дочок та два сини.

## Нагороди та звання
- Медаль Джона Скотта (1925)
- Премія Джона Карті (1947)
- Сілліманівські меморіальні лекції (1948)
- Іноземний член Лондонського королівського товариства